# Barend Hendrik Koekkoek

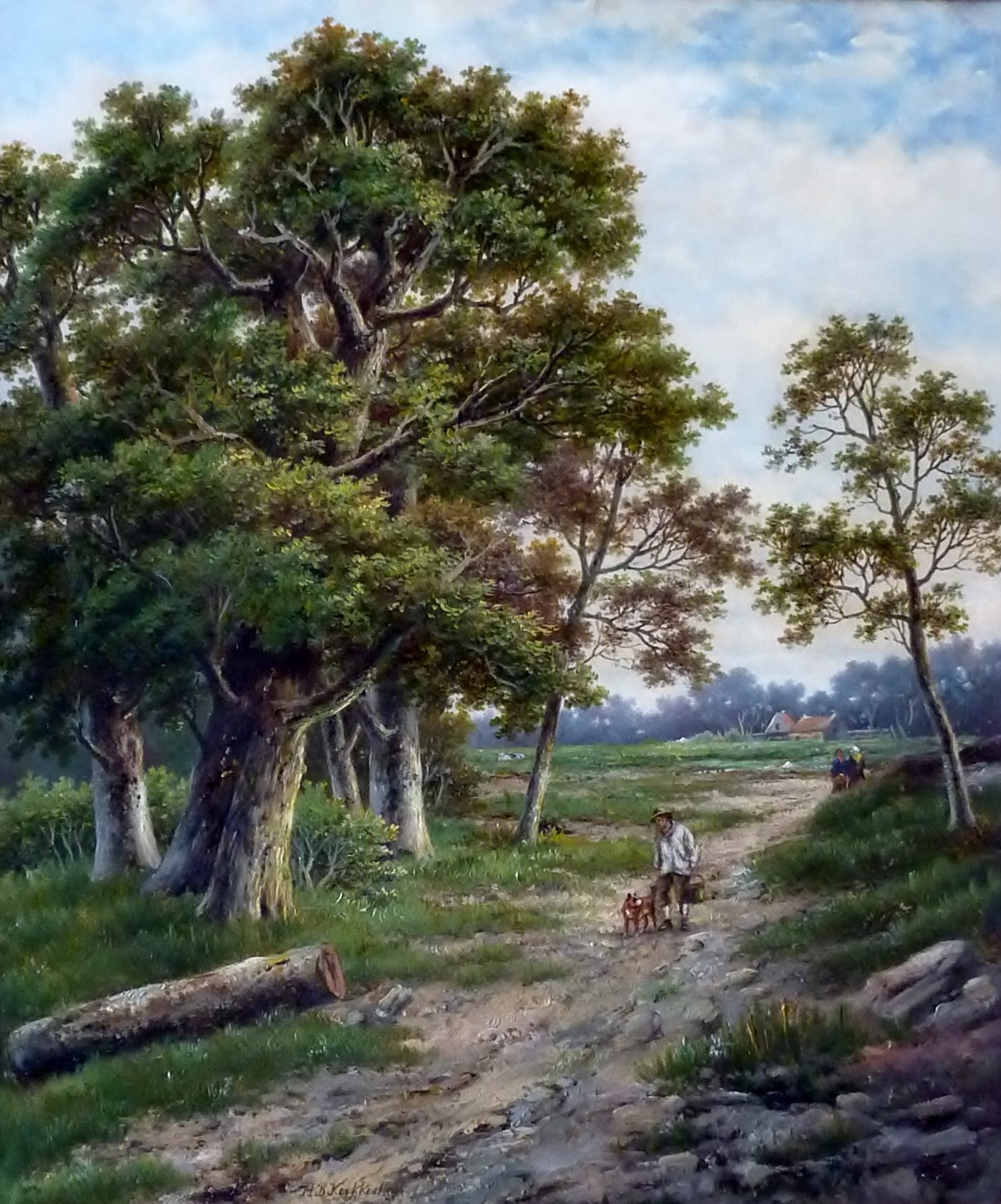
Bosgezicht

Barend Hendrik Koekkoek, veelal signerend als Hendrik Barend (H.B.) Koekkoek (Amsterdam, 23 november 1849 - Epsom, 13 april 1902) was een Nederlands kunstschilder, vooral bekend om zijn landschappen en bosgezichten. Hij maakte deel uit van het bekende schildersgeslacht Koekkoek en was de jongste zoon van  marineschilder Hermanus Koekkoek.

## Leven en werk
Over het leven van Barend Hendrik Koekkoek zijn slechts beperkt gegevens beschikbaar. Hij werd opgeleid door zijn vader Hermanus Koekkoek en waarschijnlijk ook door zijn oom Marinus Adrianus en schilder veel landschappen op de Veluwe. In 1878 huwde hij te Rijswijk met Carolina Allardina Cornelia Pierson. Rond 1879 werkte hij korte tijd in Hilversum en in Brussel. In datzelfde jaar opende hij ook een kunsthandel in Amsterdam. 

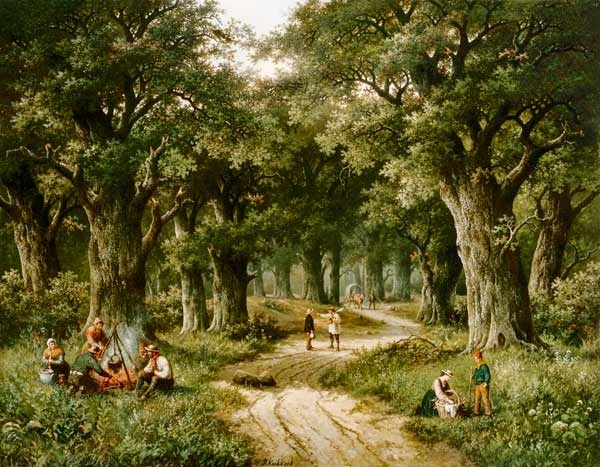
Boeren bij een vuurplaats aan de rand van een bosweg

Rond 1882 vertrok hij naar Londen, waar zijn broer Hermanus Koekkoek de Jonge reeds in 1869 een kunsthandel was gestart. Te Engeland werkte hij ook in de omgeving van Guildford, net als zijn neef Pieter Hendrik Koekkoek. Op 1 december 1888 werd hij vanwege godsdienstwaanzin opgenomen. Op 13 april 1902 overleed hij in het Horton Asylum in Epsom, Surrey. 
Barend Hendrik Koekkoek schilderde in de traditionele romantische stijl die zo typerend was voor de meeste leden van de familie Koekkoek. Hij maakte vooral landschappen en bosgezichten, regelmatig met figuren. Ook produceerde hij marinewerken en stadsgezichten, veelal in de vorm van genrewerken. In zijn Engelse periode maakte hij diverse winterlandschappen in staand formaat, met hoge bomen. Hij exposeerde op tentoonstellingen in Amsterdam, Rotterdam, Arnhem en Haarlem. Werk van hem bevindt zich onder andere in Museum Paul Tétar van Elven in Delft en Haus Koekkoek in Kleef, maar vooral in particuliere collecties, veelal in Nederland en Engeland.